# NDB (radiomaják)

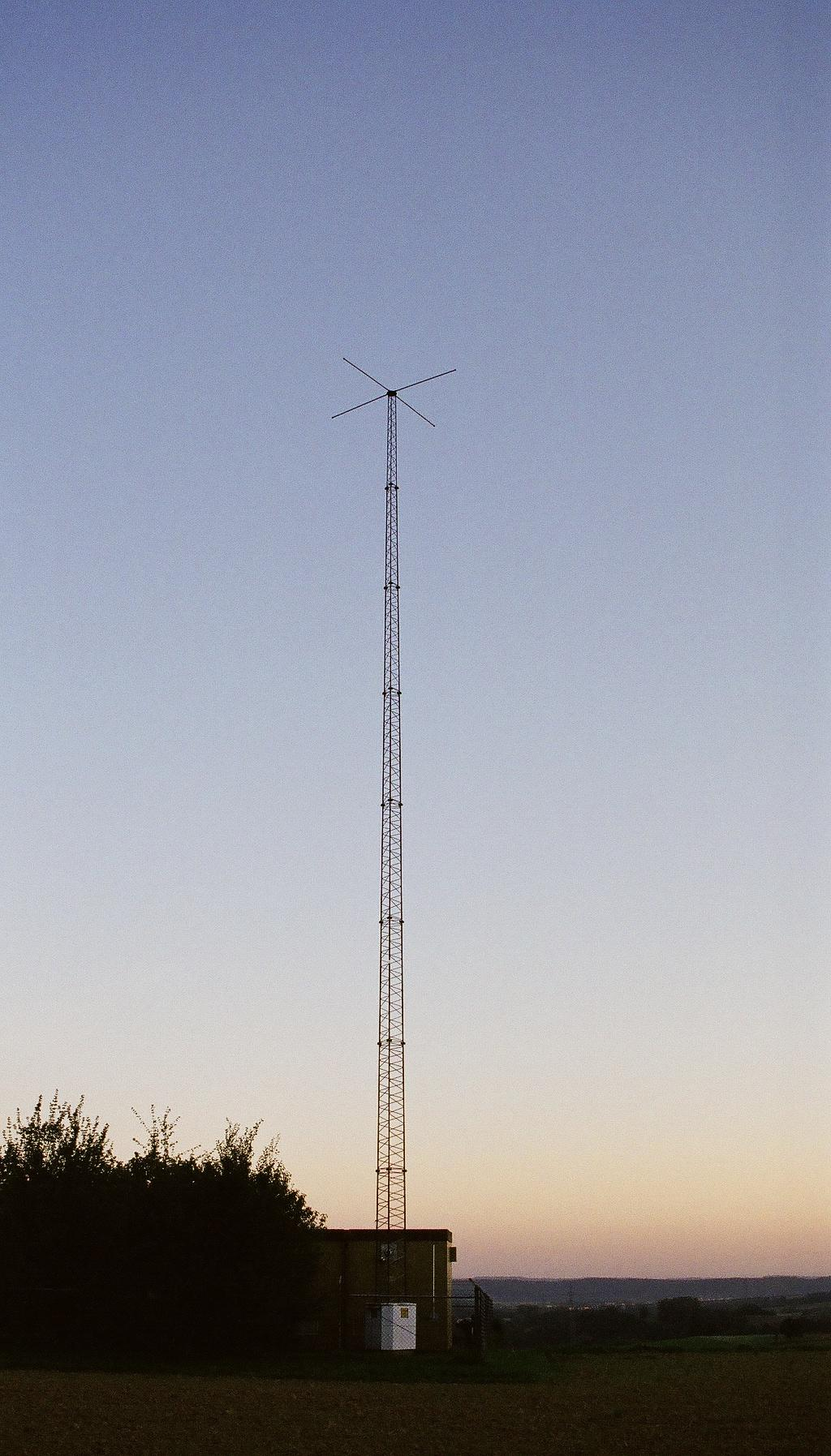
Nesměrový radiomaják v Leimen-Ochsenbach, Německo

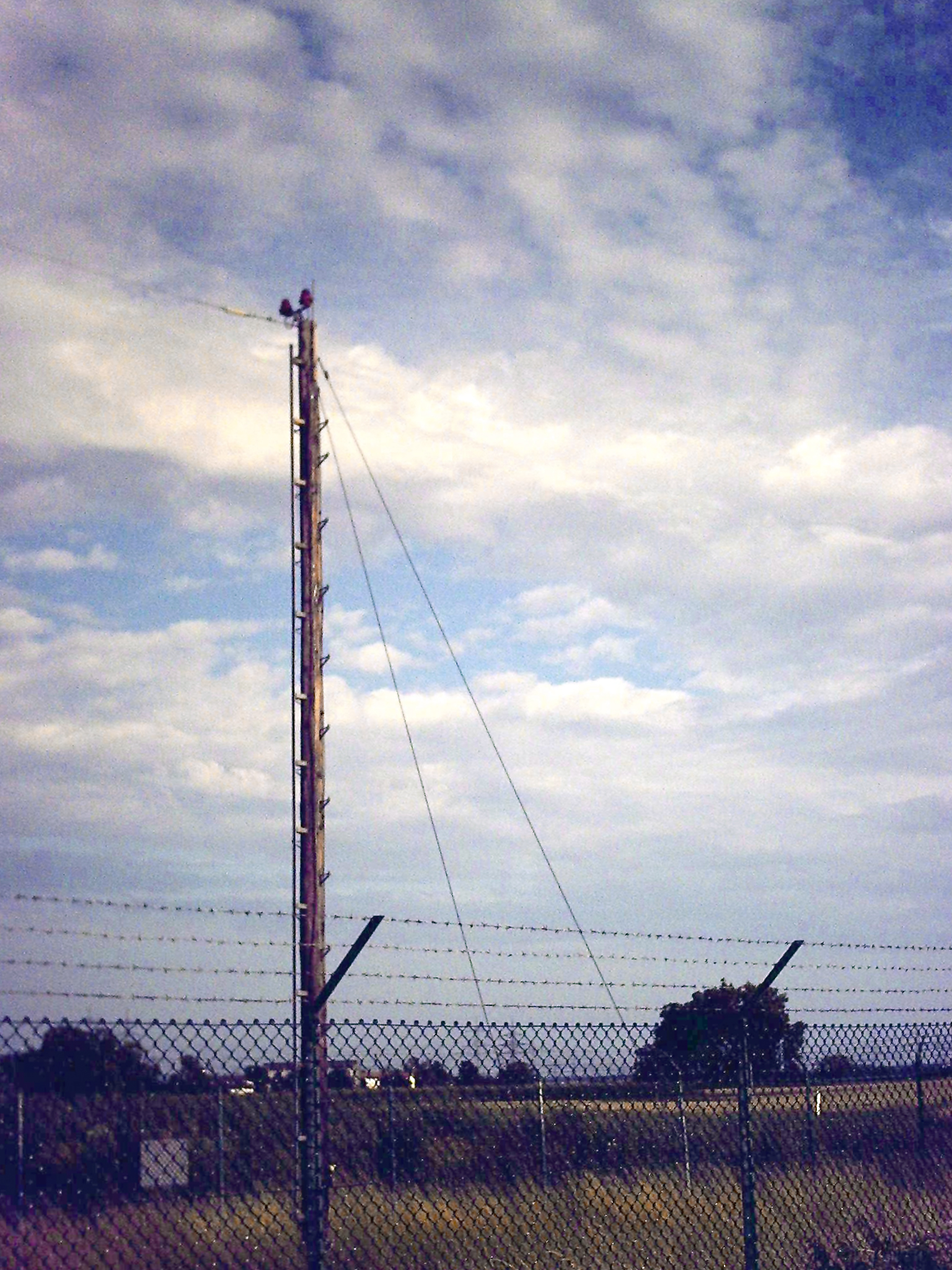
NDB HDL Plankstadt, Německo

NDB (zkratka je z anglického non-directional beacon) je nesměrový radiomaják používaný v letecké a námořní navigaci. V současné době je postupně nahrazován radiomajáky se systémem D-VOR, nebo případně družicovou navigací.

## Princip navigace s využitím majáků NDB
Radiomaják NDB využívá všesměrovou anténu (na rozdíl od majáku VOR nevytváří žádné radiály). Vysílá na středních vlnových délkách.
Přijímač, využívající majáky NDB se nazývá ARK (automatický radiokompas, anglicky ADF – automatic direction finder či RMI – Radio Magnetic Indicator). Využívá kombinaci všesměrové (referenční) a směrové feritové pohyblivé antény. Porovnáváním referenčního signálu se signálem ze směrové antény lze určit potřebný směr pootočení feritové antény. Anténa přijímače se pak natáčí do směru nejslabšího příjmu, protože minimum vyzařovací charakteristiky feritové, nebo rámové antény je mnohem ostřejší než maximum.
Protože pohyblivá feritová anténa a její umístění na trupu letadla přinášely konstrukční i provozní problémy, byla v přijímačích nahrazena dvojicí pevných, směrových na sebe kolmých antén. Ty zachycují směrové složky signálu, obě složky jsou zesíleny a přivedeny do speciálního elektromagnetického goniometru, což je vlastně zmenšený mechanický simulátor otáčivé antény a vnějšího pole; jeho výhodou je, že může pracovat s již zesíleným signálem. U posledních ADF přístrojů je goniometr nahrazen číslicovým zpracováním signálu, takže přístroj nemá již žádné pohyblivé části, což zvyšuje jeho spolehlivost.
ARK umožňuje získat dva navigační údaje:
- kurzový úhel radiostanice KUR – úhel mezi podélnou osou letadla a spojnicí letadlo–maják
- azimut radiostanice AR – po sečtení KURu a kurzu letadla je k dispozici azimut majáku

## Využití NDB

### Let po trati – přílet k majáku
Rozlišuje se tzv. pasivní přílet, kdy se pilot saží pouze mířit přídí letadla na maják. Pokud bude vát vítr, bude letadlo snášet a to bude muset měnit kurz. Let nebude přímočarý, ale povede po tzv. psí křivce. Složitější je aktivní přílet, kdy příď nemíří přímo na maják ale je vychýlená o určitý úhel proti větru, čímž je vylučován snos větrem a letadlo pak letí po přímce. V tomto případě je nutné porovnávat údaje ARK a kompasu. Aktivní přílet je snazší, pokud jsou na palubě dva přístroje ARK a lze využít dva majáky ležící v zákrytu. Potom stačí udržovat ručičky obou ARK v zákrytu bez ohledu na kurs.

### Určení polohy v prostoru – tzv. křížové zaměření
Na ARK se naladí postupně dva různé radiomajáky, změří se jejich azimuty radiostanice. Přičtením/odečtením 180 stupňů se získají azimuty letadla. Ty se vynesou do mapy od obou majáků. Letadlo se nachází v jejich průsečíku.

### Přístrojové přiblížení na přistání
Na trati konečného přiblížení jsou umístěny zpravidla dva majáky – tzv. "dálná" (VPRS – vzdálená přívodní radiostanice, slouží zároveň k navigaci během letu) a "bližná" (BPRS – blízká přívodní radiostanice, většinou má menší dosah a slouží pouze pro přiblížení, proto se nenazývá NDB, ale L – Location). Dálná se zpravidla umisťuje na 4. a bližná na 1. kilometr od prahu dráhy.
Názvy "dálná" a "bližná" už se dnes nepoužívají, dle doporučení ICAO se užívají pojmy LO (Locator outer) pro "dálnou" a LM (Locator middle) pro "bližnou". Jde o spojení se systémem ILS, do kterého patří po trase na přiblížení umístěný OM (outer marker), který je umístěn na stanovišti "dálné" a MM (middle marker), který je umístěný na stanovišti "bližné". Ještě se zřidka (zpravidla na vojenských letištích) požívá IM (inner marker) umístěný těsně před dráhou (RWY), ale na tomto stanovišti se již nenachází přívodní radionavigační stanice.
Pojem NDB (non-directional beacon) se používá pro přívodní radionavigační stanici použitou jako navigační bod v trase letu kdekoliv v terénu. Toť rozlišení názvosloví pro jednu a tutéž stanici použitou pro různé účely. Zpravidla se jako "dálná" používá zařízení TDV-100 a jako "bližná" TDV-50, které má nižší výkon. Výkony lze nastavit, takže se na "bližné" lze setkat i s TDV-100.
Oba tyto majáky se doplňují polohovými návěstidly (angl. Marker), což je zařízení, které vysílá signál nad sebe. Na palubě letadla je přijímač, který potom pilotovi opticky a akusticky signalizuje přelet tohoto návěstidla.
Celá soustava bývá doplněna některým systémem měření vzdálenosti od prahu dráhy. Může to být DME, GPS, nebo může přijímat vzdálenosti od služby ŘLP, která je určuje z přehledového (SRE) nebo přesného (PAR) radiolokátoru.

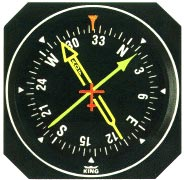
Indikátor ARK (ADF, RMI) se dvěma ručkami

Prakticky pak přiblížení probíhá tak, že pilot přilétne na předepsané výšce na trať konečného přiblížení. Snaží se o aktivní přílet na dálnou a na určité vzdálenosti začne klesat předepsaným režimem. Během klesání porovnává svoji skutečnou výšku s výškami, které má mít na daných vzdálenostech. Po přeletu dálné (signalizováno markerem) přepne ARK na frekvenci bližné, letí na ní a pokračuje v klesání. Nad bližnou by měl být pod oblaky a mít letiště v dohledu. Limit výšky, při které má být pod mraky, je stanoven povětrnostními minimy: minimum letiště, minimum pilota, minimum letounu.
Při přiblížení na přistání za snížené viditelnosti s pomocí jediného, přelaďovaného ARK by nebyl schopen pilot udržet letoun trvale v ose dráhy v podmínkách snosu bočním větrem. Proto jsou letouny zpravidla vybaveny dvěma přijímači ARK (jeden se naladí na dálnou, druhý na bližnou, případně na jiný radiomaják) a ukazatelem s dvěma ručkami. Pokud jsou obě ručky v zákrytu, nachází se letoun na přímce, která prochází oběma radiomajáky, tedy v našem případě v prodloužené ose dráhy. V případě bočního větru pak ručky vykazují určitý úhel od osy letadla.